# Paula Beer
Paula Beer (Berlín, 1 de febrero de 1995) es una actriz alemana.
Es la hija única de padres artistas plásticos, con cultivación en pintura abstracta.

## Filmografía
- 2010: Poll de Chris Kraus - Oda von Siering
- 2012: Ludwig II. de Peter Sehr y Marie Noëlle - Sophie en Baviera
- 2013: Der Geschmack von Apfelkernen - Rosmarie
- 2014: The Dark Valley de Andreas Prochaska - Luzi
- 2014: Diplomatie de Volker Schlöndorff - Ingrid
- 2015: Pampa Blues
- 2015: Vier Könige
- 2016: Frantz de François Ozon - Anna
- 2018: Bad Banks)
- 2018: Never Look Away
- 2019: Le chant du loup - Diane
- 2020: Ondina - Ondina
- 2023: El cielo rojo - Nadja
- 2023: Stella - Stella

## Premios y distinciones
Festival Internacional de Cine de Venecia
| Año  | Categoría                   | Película | Resultado |
| ---- | --------------------------- | -------- | --------- |
| 2016 | Premio Marcello Mastroianni | Frantz   | Ganadora  |